# Ufficiali di giustizia della Corona
Gli Ufficiali di giustizia della corona (Law Officers of the Crown) sono consiglieri della Corona.
Consigliano e rappresentano il governo del Regno Unito e altri regni del Commonwealth. In Inghilterra, Galles e nella maggior parte degli Stati del Commonwealth, l'ufficiale di giustizia della Corona è chiamato procuratore generale. È nominato avvocato generale in Scozia.

## Inghilterra e Galles
Il Procuratore generale per l'Inghilterra e il Galles (Attorney General for England and Wales)  è il principale avvocato della Corona in Inghilterra e Galles. È un membro del governo e capo dell'Ufficio del Procuratore generale (Attorney General's Office).
Dal 25 ottobre 2022 il procuratore generale è Victoria Prentis. È assistito dall'Avvocato generale per l'Inghilterra e il Galles (Solicitor General for England and Wales), dal 7 dicembre 2023 Robert Courts.

## Scozia
Il Lord avvocato è il consigliere giuridico in capo della Corona in Scozia. Dirige l'Ufficio della Corona e Servizio del Procuratore generale (Crown Office e Procurator Fiscal Service), diventando procuratore capo in Scozia.
Secondo le recenti riforme costituzionali, il Lord avvocato, ex consigliere capo, è diventato membro del governo scozzese, mentre il governo britannico è informato sulla legge scozzese dalla nuova posizione dell'Avvocato generale per la Scozia.
Dal 22 giugno 2021 il Lord avvocato è Dorothy Bain. È assistito dal Procuratore generale di Scozia, dal 22 giugno 2021 Ruth Charteris. Dal 15 ottobre 2020 l'avvocato generale per la Scozia è Keith Stewart, barone di Dirleton.

## Irlanda del Nord
Nel 1972, le funzioni dell'ex Procuratore generale per l'Irlanda del Nord furono conferite al procuratore generale per l'Inghilterra e il Galles. Pertanto, mentre il mantenimento dell'ordine e della giustizia furono attribuiti all'Assemblea dell'Irlanda del Nord ai sensi dell'accordo di St. Andrews, queste funzioni sono divise in nuove tra il Procuratore generale per l'Irlanda del Nord e l'Avvocato generale per l'Irlanda del Nord.
Dal 18 agosto 2020 il procuratore generale è Brenda King.

## Commonwealth
La maggior parte dei governi del Commonwealth e coloniale hanno i propri procuratori generali. Alcuni, tuttavia, hanno il titolo di avvocato generale. In Canada, è chiamato Avvocato della Corona.